# 863 هـ
863 هـ هي سنة في التقويم الهجري امتدت مقابلةً في التقويم الميلادي بين سنتي 1458 و1459.

## وفيات
- حمزة القائم بأمر الله
- خضر بك
- القائم بأمر الله الثاني